# 馬雅人 (鄒族)
馬雅人（鄒語：Maea、Maya），是台灣鄒族神話中的族群，和鄒族同為天神所創造出來、被視為是鄒族的兄弟族。後來在大洪水退去後離開並消失。

## 傳說

### 起源
太古時期，大神哈莫受主神妮芙努的指派去創造人類，祂因此降臨到巴頓郭努山（Patungkuonu ，玉山）上，並搖動起楓樹，落下來的葉子和果實變成鄒族人和馬雅人的始祖，因此鄒族人認為馬雅人是自己的兄弟。

### 大洪水時期
後來因為大鰻督悠匝（Tungeoza）堵住河道造成大洪水，馬雅人和鄒族人、安姆人（Angmu）、司布坤努人（Sbukunu）等一同躲在玉山上（有時傳說中司布坤努人會由布杜人（puutu）取代）。有說法認為鄒族的戰祭（Maeasvi，瑪雅士比）便是馬雅人在那段時間內將砍下來的狗頭、猴頭以至於人頭插在竹竿上玩而開始的。

### 消失
大洪水退去後，各族群的人準備下山，他們在山上折弓立誓，作為後來相認的依據，馬雅人取了弓的首端，也有說法認為立誓的只有鄒族人跟馬雅人，且用的是一支箭。後來馬雅人和安姆人一起移動到西部平原定居，後來又往西北方遷移（也有說法認為他們一開始就往北或東北方走），再也沒有跟鄒族人接觸過。

## 真身
因為神話中馬雅人最後往北遷移，因此在日治時期有鄒族人認為日本人是馬雅人的後代（日本人在台灣原住民語中通常被稱為“Ripon”，但在鄒語中被稱為“Maya”)，所以比較能接受日本的統治。
1943年4月，日本民族音樂學者黑澤隆朝在鄒族部落進行實地調查時，在達邦錄製一首以上述傳說為主題的歌曲「傳說之歌」（伝説を歌う， Pasunoanao）。歌詞末段有「帰ったというのである」：傳說（馬雅人）已經回來了。
但也有人認為因為有關「日本人是馬雅人」的傳說，只是所有調查資料中的一部份。且全是出自日本學者的調查，所以主張可能是當時日本人有意將自己塑造成馬雅人。